# クローンサーン区
クローンサーン区（クローンサーンく、タイ語: เขตคลองสาน）は、タイ王国バンコク都の行政区の一つ。チャオプラヤ川西岸に位置している。
この行政区は、時計回りに、プラナコーン区、サムパッタウォン区、バーンラック区、サートーン区、バーンコーレーム区、トンブリー区の6つの行政区に接している。

## 歴史
かつてはトンブリー県に属していたが、プラナコーン県とトンブリー県が1971年に合併した後に、バンコクに編入された。

## 建物等
- アイコンサイアム
- ミレニアム・ヒルトン・バンコク
- ザ・ペニンシュラ・バンコク

## 交通
スカイトレイン（BTS）
■シーロム線 - クルン・トンブリー駅・ウォンウィアン・ヤイ駅
■ゴールドライン - クルン・トンブリー駅・チャルンナコーン駅・クローンサーン駅
廃駅
タイ国有鉄道 - クローンサーン駅（1961年廃止）

## 行政区分
クローンサーン区は、下位の行政区分として4つの「クウェーン（แขวง）」に分かれている。
| 番号 | 英語表記           | タイ語表記    | 面積（km²） | 人口（2023年12月） | 人口密度（人/km²） | 地図 |
| ---- | ------------------ | ------------- | ----------- | ------------------ | ------------------ | ---- |
| 1    | Somdet Chao Phraya | สมเด็จเจ้าพระยา | 1.317       | 11,444             | 8,689.45           | 地図 |
| 2    | Khlong San         | คลองสาน       | 0.727       | 13,160             | 18,159.27          | 地図 |
| 3    | Bang Lamphu Lang   | บางลำภูล่าง     | 2.234       | 22,471             | 10,058.64          | 地図 |
| 4    | Khlong Ton Sai     | คลองต้นไทร     | 1.773       | 17,886             | 10,087.99          | 地図 |
| 合計 |                    |               | 6.051       | 64,961             | 10,735.58          |      |